# تفجير جبلة 2017
تفجير جبلة 2017 هو تفجير إرهابي وقع في يوم الخميس 5 كانون الثاني من عام 2017، في مدينة جبلة الواقعة على الساحل السوري، جنوبي محافظة اللاذقية.
ولم تتبنى أي جهة مسؤولية ما حصل لتاريخه.

## التفاصيل
حصل التفجير العنيف خلال ساعة الذروة، عبر سيارة مفخخة انفجرت على زاوية الملعب البلدي الواقع على أطراف حي العمارة. ويضم الشارع الذي شهد التفجير، بعض المحالّ التجارية الصغيرة والأكشاك التي يعتاش منها فقراء المدينة.

## الضحايا
أدى التفجير إلى مقتل 11 شخصاً وسقوط أكثر من 30 جريحاً، بينهم أطفال ونساء.
وبرز بين الضحايا اسم "الملازم أول جعفر زيد صالح"، وهو نجل رئيس اللجنة الأمنية والعسكرية في حلب اللواء زيد صالح.